# Rice University
William Marsh Rice University (Rice University) er et privat amerikansk universitet i Houston, Texas. Det er beliggende på en 120 hektar stor campus nær Houston Museum District og støder op til Texas Medical Center.
Universitet åbnede i 1912. Det er opkaldt efter forretningsmanden William Marsh Rice, som testamenterede sin formue til at skabe en højere læreanstalt, og er et forskningsuniversitet med fokus på bacheloruddannelser. Dets vægtning af uddannelse demonstreres af et relativt lavt antal studerende og et forhold på 6:1 mellem studerende og undervisere. Universitetet har et højt niveau af forskningsaktivitet med 156 millioner dollar i sponsorerede forskningsmidler i 2019.
Rice er kendt for sine programmer med anvendt videnskab inden for kunstigt hjerte-forskning, strukturel kemisk analyse, signalbehandling, rumvidenskab og nanoteknologi. I 2010 blev det rangeret først i verden inden for forskning i materialevidenskab af Times Higher Education (THE).
Rice har været medlem af Association of American Universities siden 1985 og er klassificeret af Carnegie Classification i klassen "R1: Doctoral Universities - Very high research activity".
Universitetet er organiseret i elleve kolleger og otte akademiske studieretninger. Rices bacheloruddannelse tilbyder mere end halvtreds hovedfag og 24 bifag og giver mulighed for en høj grad af fleksibilitet til at kombinere forskellige uddannelser. Yderligere kandidatuddannelser tilbydes gennem Jesse H. Jones Graduate School of Business og Susanne M. Glasscock School of Continuing Studies. Studerende ved Rice er bundet af et strikt æreskodeks som håndhæves af et elevstyret Æresråd.
Blandt universitetets alumner har mere end 24 modtaget Marshall Scholarship og 12 Rhodes Scholarship. På grund af universitetets tætte forbindelser til NASA har det produceret et betydeligt antal astronauter og rumforskere. Uddannede fra Rice omfatter administrerende direktører og grundlæggere af Fortune 500-virksomheder og 3 milliardærer, i politik omfatter alumner kongresmedlemmer, ministersekretærer, dommere og borgmestre. To alumner har vundet Nobelprisen.
Rice University er tillige kendt for at være stedet, hvor USA's præsident John F. Kennedy den 12. september 1962 afholdt "Månetalen", hvor han understregede USA's mål om at vinde rumkapløbet ved at landsætte en mand på Månen inden årtiets udgang.

## Sport
Rice konkurrerer i 14 NCAA Division I-sportsgrene og er en del af Conference USA. Der er en sportslig rivalisering mellem Rice og det nærtliggende University of Houston. Der er også interne sportshold og -klubber i mange sportsgrene.